# Chrysolaena
Chrysolaena là một chi thực vật có hoa trong họ Cúc (Asteraceae).

## Loài
Chi Chrysolaena gồm các loài: